# Rudolf Wittkower
Rudolf Wittkower (Berlín, 22 de juny de 1901 - Nova York, 11 d'octubre de 1971) va ser un historiador de l'art alemany. Va estudiar un any d'arquitectura a Berlín, per estudiar després Història de l'art a Múnic amb Heinrich Wölfflin, i a Berlín amb Adolph Goldschmidt. Gran expert de l'art italià renaixentista i barroc, va rebre la influència de la iconologia d'Erwin Panofsky i les formes simbòliques d'Ernst Cassirer, desmarcant el formalisme de Wölfflin. Va treballar a l'Institut Warburg d'Hamburg i a Londres. A Born under Saturn: The character and conduct of artists (1963) va plasmar un dels millors tractats sobre l'evolució de la condició social de l'artista, així com el seu caràcter i conducta social.

## Obra
- Architectural Principles in the Age of Humanism (1949)
- Art and Architecture in Italy, 1600-1750 (1958)
- Bernini: The Sculptor of the Roman Baroque (1955)
- Born under Saturn: The character and conduct of artists (amb la seva dona Margot Wittkower, 1963)
- Alegory and the Migration of Symbols (1977)
- Sculpture - Processes and Principles (1977)